# Harengula jaguana
Harengula jaguana är en fiskart som beskrevs av Poey, 1865. Harengula jaguana ingår i släktet Harengula och familjen sillfiskar. Inga underarter finns listade i Catalogue of Life.